# Episodi di Flikken - Coppia in giallo (quattordicesima stagione)
La quattordicesima stagione della serie televisiva Flikken - Coppia in giallo è stata trasmessa in anteprima nei Paesi Bassi da NPO 1 tra il 3 gennaio 2020 e il 27 marzo 2020.
| nº | Titolo originale             | Titolo italiano | Prima TV Paesi Bassi | Prima TV Italia |
| -- | ---------------------------- | --------------- | -------------------- | --------------- |
| 1  | Vertrouwen (1)               | inedito         | 3 gennaio 2020       | inedito         |
| 2  | Vertrouwen (2)               | inedito         | 10 gennaio 2020      | inedito         |
| 3  | Safehouse                    | inedito         | 17 gennaio 2020      | inedito         |
| 4  | Monnikskap                   | inedito         | 24 gennaio 2020      | inedito         |
| 5  | Recidive                     | inedito         | 31 gennaio 2020      | inedito         |
| 6  | Jazz                         | inedito         | 7 febbraio 2020      | inedito         |
| 7  | De Parasiet                  | inedito         | 14 febbraio 2020     | inedito         |
| 8  | PGP                          | inedito         | 21 febbraio 2020     | inedito         |
| 9  | Museum                       | inedito         | 28 febbraio 2020     | inedito         |
| 10 | Wie Met Het Zwaard Omgaat... | inedito         | 6 marzo 2020         | inedito         |
| 11 | Bonny & Clyde                | inedito         | 13 marzo 2020        | inedito         |
| 12 | Barcode                      | inedito         | 20 marzo 2020        | inedito         |
| 13 | Dewulf                       | inedito         | 27 marzo 2020        | inedito         |